# Honda 0 SUV
Honda 0 SUV — концептуальный электромобиль-SUV, разработанный в 2025 году японской компанией Honda.

## Описание
Honda 0 SUV следует дизайну в стиле концептуальной модели Space-Hub. Автомобиль отличается квадратным экстерьером с элементами в стиле автомобилей 1970-х и 1980-х годов.
Honda 0 SUV базируется на платформе Honda EV с утончённой конструкцией аккумулятора. Интерьер спроектирован таким образом, чтобы максимально увеличить пространство и видимость.
Honda 0 SUV включает в себя интегрированную операционную систему под названием ASIMO OS, которая обеспечивает персонализированный опыт вождения. Также автомобиль оснащён возможностями автоматизированного вождения уровня 3, которые позволяют водителю ограниченно водить без помощи рук при определённых условиях. Вычислительная система автомобиля разработана в сотрудничестве с корпорацией Renesas Electronics.

## Технические характеристики
Honda 0 SUV выпускается как в одномоторной, так и в двухмоторной конфигурациях. Мощность одного электродвигателя может составлять около 241 л. с., в то время как суммарная мощность двух электродвигателей может составлять до 480 л. с. Ёмкость аккумулятора варьируется от 80 до 90 кВт⋅ч, что обеспечивает прогнозируемый запас хода около 300 миль на одной зарядке.